# Powerbike Winterthur

Das Logo von Powerbike Winterthur

Powerbike Winterthur ist ein BMX-Racing- und Mountainbikeclub aus Winterthur. Der Verein stellte bereits mehrere Schweizermeister im Four-Cross und BMX und stellte bisher alle drei Schweizer Olympiateilnehmer im BMX-Racing.

## Geschichte
Der Verein wurde als BMX-Club Winterthur am 19. Dezember 1984 gegründet. Gemäss Webseite des Vereins wurde bereits im gleichen Jahr ein erster BMX-Track im Dättnau erbaut. Der Verein wuchs schnell, sodass er bereits 2 Jahre später fast 100 Mitglieder hatte, bereits damals war der spätere Olympiateilnehmer Roger Rinderknecht das jüngste Mitglied des Vereins. So hat der Verein am 26. September 1986 mit der Planung einer neuen BMX-Piste (47° 28′ 35,2″ N, 8° 41′ 54,6″ O) begonnen, die dann knapp ein Jahr später am 16. Oktober 1987 eröffnet werden konnte.
1993 erfolgte die Erweiterung des dort ansässigen BMX-Club Winterthur zu Powerbike Winterthur, um auch den Mountainbike-Bereich abzudecken und die Abwanderung von Mitgliedern zu verhindern, die mit zunehmendem Alter den BMX-Bereich verlassen. Zwischenzeitlich wurden auf der BMX-Strecke im Dättnau auch internationale Rennen ausgetragen, zuletzt am Wochenende des 5./6. Juni 2011, als auf der Winterthurer Piste zum fünften Mal zwei EM-Läufe durchgeführt wurden.
Als die Panzerbrigade 11 2017 als letztes Armeebataillon die Stadt verliess, wurde als Abschiedsgeschenk neben der bestehenden BMX-Strecke ein weiterer Bike-Track für die Disziplinen Downhill und Dirtjump gebaut, welcher gemeinsam mit dem Mountainbike-Club Rahmeschpränger betrieben wird. Da die Armee diese Erdarbeiten jedoch ohne Baubewilligung in einem mit Altlasten belasteten Gebiet (der Hang diente als Zielhang einer Schiessanlage) einfach durchführte, musste die Öffentliche Hand nach diesem «Abschiedsgeschenk» für 1,4 Millionen Franken sanieren.
Anfangs 2020 platzte der mehrere Jahre geplante Neubau einer neuen BMX-Piste, um wieder internationale Wettkämpfe austragen zu können und auch eine Trainingsstrecke für seine Spitzenathleten zu haben, da die Gesamtkosten von rund fünf Millionen Franken für den Verein nicht finanzierbar waren – unter anderem auch, da die Stadt einen Beitrag von rund drei Millionen Franken an eine neue Strecke verweigerte. Unterdessen machen auch die Überbauung auf dem nahegelegenen Areal der abgebrannten Ziegelei Dättnau sowie das knappe Bauland einen Pistenneubau schwierig.

## Bekannte Sportler
- David Graf (BMX-Schweizermeister 2013[9], 2014, 2016–2019, BMX-WM-Dritter 2015, Olympiateilnehmer im BMX 2016 und 2021, Pumptrack Weltmeister 2018[10])
- Simon Marquart (BMX-Schweizermeister 2020&2021, erster Schweizer BMX-Weltcupsieger und BMX-Gesamtweltcupsieger 2021, Olympiateilnehmer im BMX 2021, BMX-Weltmeister 2022)
- Marco Muff (Four-Cross-Schweizermeister 2016[11])
- Lucia Oetjen (Four-Cross-EM-Dritte 2009,[12] Four-Cross Schweizermeisterin 2011[13] und 2012[14]) – war zuvor beim BMX Club Littau und RMV Ebikon.
- Miriam Ruchti (Downhill-Schweizermeisterin 2012[14])
- Roger Rinderknecht (BMX-Schweizermeister 2000–2002[15] und 2008[16], BMX-Europameister 2003, Four-Cross-Schweizermeister 2004, Four-Cross-Weltmeister 2012, Olympiateilnehmer im BMX 2008 und 2012)
- Denise Ruiz (BMX-Schweizermeisterin 2005)[17]
- Reto Schmid (Four-Cross-Schweizermeister 2005, 2006 und 2008)
- Adrian Weiss (Four-Cross-Schweizermeister 2012[14])
- Simon Waldburger (Four-Cross-Schweizermeister 2018[10])